# Uniwersytet Vermontu
Uniwersytet Vermontu (skr. UVM, ang. The University of Vermont – amerykański publiczny uniwersytet badawczy w Burlington w stanie Vermont. Uniwersytet, założony w 1791 roku, jest najstarszy w Vermont i piąty najstarszy w Nowej Anglii, co czyni go jednym z najstarszych w Stanach Zjednoczonych. Jest to jeden z oryginalnych ośmiu Public Ivies.
UVM jest podzielony na dziesięć szkół, w tym siedem szkół licencjackich, kolegium z wyróżnieniem, studia podyplomowe i Robert Larner College of Medicine. Największy kompleks szpitalny w Vermont, Centrum Medyczne Uniwersytetu Vermont, ma swoją główną placówkę na terenie kampusu. UVM ma historię aktywizmu kierowanego przez studentów. Uważany za jeden z najbardziej zrównoważonych kampusów w Stanach Zjednoczonych, uniwersytet zobowiązał się do neutralności węglowej do 2030 roku. W 2024 roku uniwersytet pozyskał 266 milionów dolarów na finansowanie badań naukowych. Jest klasyfikowany jako "R2: Uniwersytety doktoranckie - Wysoka aktywność badawcza".

## Historia
Uniwersytet Vermont został założony jako prywatny uniwersytet w 1791 roku, w tym samym roku Vermont stał się czternastym stanem USA. Uniwersytet zapisał swoich pierwszych studentów dziesięć lat później. Jego pierwszy prezydent, Daniel C. Sanders został zatrudniony w 1800 roku i służył jako jedyny członek wydziału przez siedem lat. Nauczanie rozpoczęło się w 1801 roku, a pierwsza klasa ukończyła studia w 1804 roku. W 1865 roku uniwersytet połączył się z Vermont Agricultural College (czarterowany 22 listopada 1864 roku, po uchwaleniu ustawy Morrill Land-Grant Colleges Act z 1862 roku), stając się Uniwersytetem Vermont i State Agricultural College. Uniwersytet otrzymał 150 000 akrów, które sprzedał za 122 626 dolarów.
Duża część początkowego finansowania i planowania uniwersytetu została podjęta przez Irę Allena, który jest uhonorowany jako założyciel UVM. Allen podarował działkę o powierzchni 50 akrów (20 ha) na założenie uniwersytetu. Większość tej ziemi została utrzymana jako główna zieleń uniwersytetu, gdzie stoi posąg Allena.
Mieszkańcy Burlington pomogli sfinansować pierwszy gmach uniwersytetu. Kiedy został zniszczony przez pożar w 1824 roku, zapłacili również za jego wymianę. Ten budynek stał się znany jako "Stary Młyn" ze względu na podobieństwo do ówczesnych młynów Nowej Anglii. Markiz de La Fayette, francuski generał, który został dowódcą rewolucji amerykańskiej, podczas gdy był w Vermont położył kamień węgielny Old Mill, który stoi na University Row wraz z kaplicą Ira Allena, biblioteką Billings, Williams Hall, Royall Tyler Theatre i Morrill Hall. Posąg Lafayette stoi na północnym krańcu głównej zieleni.
UVM była pierwszą amerykańską instytucją szkolnictwa wyższego z kartą deklarującą, że "zasady, przepisy i regulaminy nie powinny preferować żadnej sekty religijnej lub wyznania".

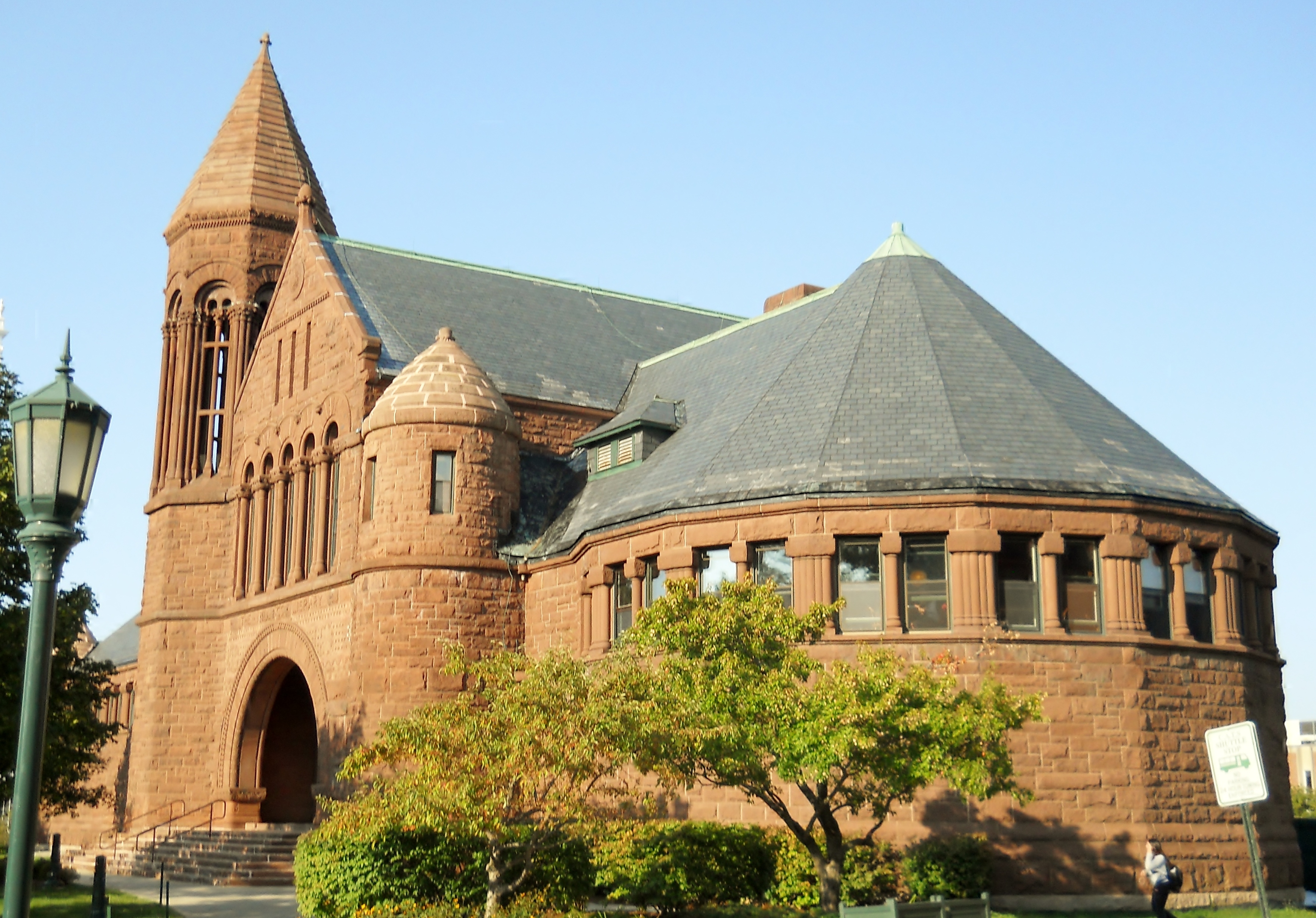
Biblioteka Billings Memorial, zbudowana w 1883 roku, była biblioteką uniwersytecką do 1961 roku, kiedy to większy Biblioteka Guy W. Baileya została zbudowana. Od tego czasu służył różnym celom.

W 1871 roku UVM przeciwstawił się zwyczajowi i przyjął dwie kobiety jako studentki. Był to pierwszy amerykański uniwersytet, który przyjął kobiety (1875) i Afroamerykanów (1877) do Phi Beta Kappa, najstarszego kolegiackiego akademickiego towarzystwa honorowego w kraju.
Justin Smith Morrill, członek Izby Reprezentantów (1855–1867) i senator (1867–1898) z Vermont, autor ustawy Morrill Land-Grant Colleges Act, która stworzyła federalne fundusze na utworzenie amerykańskich szkół wyższych i uniwersytetów, pełnił funkcję powiernika uniwersytetu od 1865 do 1898 roku.